# Džepnica
Džepnica (en serbe cyrillique : Џепница) est un village de Serbie situé dans la municipalité de Blace, district de Toplica. Au recensement de 2011, il comptait 193 habitants.

## Démographie
| 1948 | 1953 | 1961 | 1971 | 1981 | 1991 | 2002 | 2011 |
| ---- | ---- | ---- | ---- | ---- | ---- | ---- | ---- |
| 313  | 334  | 371  | 312  | 271  | 235  | 231  | 193  |

|  |